# Lo'ai Al-Amaireh
Lo'ai Salem Atallah Al-Amaireh (Amman, 2 ottobre 1978) è un ex calciatore giordano, di ruolo portiere.

## Carriera

### Club
Comincia a giocare all'Al-Faisaly, in cui milita per 17 anni, vincendo più volte il campionato e la coppa nazionale. Nel 2014 passa allo Shabab Al-Ordon. Nel 2016 si trasferisce al Sahab. Nel 2017 firma un contratto con l'Al-Faisaly, con cui ha giocato nella stagione 2017-2018.

### Nazionale
Ha debuttato in Nazionale nel 2002. Ha partecipato, con la Nazionale, alla Coppa d'Asia 2004 e alla Coppa d'Asia 2011. Ha collezionato in totale, con la maglia della Nazionale, 38 presenze.